# IC 3605
IC 3605 — галактика типу Sm (змішана спіральна галактика) у сузір'ї Волосся Вероніки.
Цей об'єкт міститься в оригінальній редакції індексного каталогу.